# Coronel Fabriciano
Coronel Fabriciano är en stad och kommun i östra Brasilien och är belägen vid Docefloden i delstaten Minas Gerais. Folkmängden uppgår till cirka 100 000 invånare. Den första bebyggelsen uppfördes på 1920-talet runt en då nyanlagd järnvägsstation, och kommunen bildades den 27 december 1948. Coronel Fabriciano är belägen strax sydväst om den något större staden Ipatinga, och dessa är huvudorter i storstadsområdet Vale do Aço, en region präglad av järn- och stålproduktion.

## Administrativ indelning
Kommunen var år 2010 indelad i två distrikt:
- Coronel Fabriciano
- Senador Melo Viana